# Liudolf (margrave de Frise)
Liudolf margrave de Frise (né vers 1003 – 23 avril 1038). Comte de Brunswick, margrave de Frise, comte dans le Derlingau et le Gudingau, il est un membre de la lignée des  Brunonides.

## Biographie
Liudolf est le descendant de la famille saxonne des Brunonides.  Il est le fils de Bruno Ier comte de Brunswick, et de Gisèle de Souabe. Le futur empereur Henri III est son demi-frère. Il épouse Gertrude d'Egisheim fille de Hugues IV de Nordgau qui lui donne quatre enfants. Il contrôle les comtés en Frise d'Oostergo, Zuidergo et Westergo. Pour les deux générations suivantes les Brunonides héritent du titre de margrave de Frise. 
On ignore quand et comment les Brunonides sont entrés en possessions de ces comtés. Une théorie avance que Liudolf met à profit le règne de violence des comtes de Hollande dans la partie de la Frise
comprise entre la Vlie et la Lauwers pour s'y implanter Rien d'autre n'est connu de sa vie. Il meurt en 1038 et a comme successeur en Frise son fils Bruno II. Sa fille Mathilde de Frise épouse le roi Henri Ier de France, le veuf de sa tante. Une tradition fait d'Agathe, une autre de ses filles, l'épouse d'Édouard l'Exilé.

## Union et postérité
Liudolf et Gertrude ont les enfants suivants :
- Bruno II (né vers 1024 – †  26 juin 1057) ;
- Egbert Ier de Misnie († 1068) ;
- Mathilde de Frise († 1044); épouse le roi Henri Ier de France ;
- Ida d'Elsdorf ;
- Peut-être Agathe  (née vers 1025 † après 1066) épouse Édouard l'Exilé[2].